# أصلان (قلعة خواجة)
أصلان (بالفارسية: اصلان) هي منطقة سكنية تقع في إيران في قسم قلعة خواجة الريفي.